# Kopie
Kopie je další exemplář vyrobený podle originálu bez tvůrčích zásahů. Může jít o opis, průpis, průklep, otisk, obtisk, obtah, snímek nebo věrnou napodobeninu.
Pro rozmnožování písemných a grafických materiálů existují rozmnožovací stroje (kopírovací stroje). Bankovky a jiné ceniny jsou opatřeny různými ochrannými prvky, které mají znemožnit okopírování nebo umožnit odlišení kopie od originálu.
Z hlediska autorského práva je kopie věrná napodobenina díla. Je-li uvedena s identifikačními znaky napodobitele, může jít o licencovanou kopii, je-li zcela bez označení, může jít o plagiát.
Ve výtvarném umění se lze setkat s rozlišením pojmů:
- autorská kopie, replika – kopie vytvořená autorem původního díla[1]
- dobová kopie – vzniklá v době blízké době vzniku originálu[1]
- padělek, falzum – kopie podvodně vydávaná za originál[1]
- reprodukce – mechanické rozmnožení díla (např. ofsetový tisk grafiky), které není považováno za kopii[1]
- věrná kopie – kopie, která technikou i výtvarným vyzněním usiluje o co nejvěrnější přiblížení originálu
- volná kopie – napodobenina původního díla, která se přes celkovou podobnost v detailech nebo výtvarném vyznění odlišuje, obsahuje autorský vklad tvůrce kopie
- faksimile – věrná, přesná kopie vystavovaná místo vzácného originálu, nejčastěji rukopisu či tisku, ale též přesná kopie plastického či umělckořemeslného díla[1]